# Lefebvrea abyssinica
Lefebvrea abyssinica là một loài thực vật có hoa trong họ Hoa tán. Loài này được A.Rich. mô tả khoa học đầu tiên năm 1840.